# Puerta del Sol, Mexiko
Puerta del Sol är en ort i Mexiko.   Den ligger i kommunen San Juan del Río och delstaten Querétaro Arteaga, i den centrala delen av landet, 150 km nordväst om huvudstaden Mexico City. Puerta del Sol ligger 1 906 meter över havet och antalet invånare är 123.
Terrängen runt Puerta del Sol är platt åt sydväst, men åt nordost är den kuperad. Runt Puerta del Sol är det ganska tätbefolkat, med 230 invånare per kvadratkilometer. Närmaste större samhälle är San Juan del Río, 9,2 km söder om Puerta del Sol. Trakten runt Puerta del Sol består till största delen av jordbruksmark.